# Margarita Melikovna Gaszparjan
Margarita Melikovna Gaszparjan (oroszul: Маргари́та Ме́ликовна Гаспаря́н, a nemzetközi szakirodalomban korábban Margarita Gasparyan, 2023-tól Margarita Betova), férje utáni neve Margarita Melikovna Betova, (Moszkva, 1994. szeptember 1. –) orosz hivatásos teniszezőnő.
2010-ben kezdte profi pályafutását. Egyéniben két WTA- és kilenc  ITF-torna győztese, párosban négy WTA és nyolc ITF-tornán végzett az első helyen. Legjobb egyéni világranglista-helyezése a 41. hely, amelyre 2016. február 15-én került, párosban a 25. helyezés 2016. június 6-án.
A legjobb egyéni Grand Slam-eredménye a 2016-os Australian Openen elért 4. kör, ahol Serena Williamstől szenvedett vereséget. Párosban a 2016-os Roland Garroson Szvetlana Kuznyecova párjaként az elődöntőbe jutott, ahol a későbbi győztes francia Caroline Garcia−Kristina Mladenovic párostól szenvedtek vereséget.
2013-ban szerepelt először Oroszország Fed-kupa-válogatottjában, amikor tagja volt a világcsoport döntős csapatnak.
2016-ban Wimbledonban sérülést szenvedett, ezért ki kellett hagynia az olimpiát, ahová párosban Szvetlana Kuznyecova partnereként nevezték. 2017 év végén tért vissza a teniszhez, először csak alacsonyabb szintű ITF-tornákon, majd 2018. júliustól vesz részt ismét WTA-tornákon. Visszatérése után 2018 szeptember végén megnyerte a Tashkent Opent.
2021-ben összeházasodott Szergej Betov fehérorosz teniszezővel, majd 2021 decemberében megszületett Danyiil nevű gyermekük. 2023-ban tért vissza a profi teniszhez.

## WTA döntői

### Egyéni
| Összesítés           |                        |
| Grand Slam-torna (0) |                        |
| Tier I (0)           | Premier Mandatory* (0) |
| Tier II (0)          | Premier Five* (0)      |
| Tier III (0)         | Premier* (0)           |
| Tier IV (0)          | International* (2)     |
| Tier V (0)           | Challenger* (0)        |
| WTA Finals (0)       |                        |

* 2009-től megváltozott a tornák rendszere.
 Az egymás mellett azonos színnel jelölt tornatípusok között nincs teljes mértékű megfelelés.

#### Győzelmei (2)
|    | Dátum                | Torna                               | Borítás | Ellenfél a döntőben   | Eredmény a döntőben | Eredmény a döntőben |
| 1. | 2015. augusztus 2.   | Baku Cup, Baku, Azerbajdzsán        | Kemény  | Patricia Maria Țig    | 6–3, 5–7, 6–0       |                     |
| 2. | 2018. szeptember 29. | Tashkent Open, Taskent, Üzbegisztán | Kemény  | Anasztaszija Potapova | 6–2, 6–1            |                     |

#### Elveszített döntői (1)
|    | Dátum             | Torna                                       | Borítás    | Ellenfél a döntőben | Eredmény a döntőben | Eredmény a döntőben |
| 1. | 2021. március 21. | Ladies Neva Cup, Szentpétervár, Oroszország | Kemény (f) | Darja Kaszatkina    | 3–6, 1–2, feladta   |                     |

### Páros
| Összesítés           |                        |
| Grand Slam-torna (0) |                        |
| Tier I (0)           | Premier Mandatory* (0) |
| Tier II (0)          | Premier Five* (0)      |
| Tier III (0)         | Premier* (1)           |
| Tier IV (0)          | International* (3)     |
| Tier V (0)           | Challenger* (0)        |
| WTA Finals (0)       |                        |

* 2009-től megváltozott a tornák rendszere.
 Az egymás mellett azonos színnel jelölt tornatípusok között nincs teljes mértékű megfelelés.

#### Győzelmei (4)
|    | Dátum              | Torna                                                    | Borítás    | Partner              | Ellenfelek a döntőben             | Eredmény a döntőben | Eredmény a döntőben |
| 1. | 2015. augusztus 2. | Baku Cup, Baku, Azerbajdzsán                             | Kemény     | Alekszandra Panova   | Vitalija Gyjacsenko Olha Szavcsuk | 6–3, 7–5            |                     |
| 2. | 2015. október 3.   | Tashkent Open, Taskent, Üzbegisztán                      | Kemény     | Alekszandra Panova   | Vera Dusevina Kateřina Siniaková  | 6–1, 3–6, [10–3]    |                     |
| 3. | 2016. április 29.  | Sparta Prague Open, Prága, Csehország                    | Salak      | Andrea Hlaváčková    | María Irigoyen Paula Kania        | 6–4, 6–2            |                     |
| 4. | 2019. február 3.   | St. Petersburg Ladies Trophy, Szentpétervár, Oroszország | Kemény (f) | Jekatyerina Makarova | Anna Kalinszkaja Viktória Kužmová | 7–5, 7–5            |                     |

#### Elveszített döntői (2)
|    | Dátum                | Torna                                  | Borítás | Partner            | Ellenfelek a döntőben                    | Eredmény a döntőben | Eredmény a döntőben |
| 1. | 2014. szeptember 14. | Tashkent Open, Taskent, Üzbegisztán    | Kemény  | Alekszandra Panova | Aleksandra Krunić Kateřina Siniaková     | 2–6, 1–6            |                     |
| 2. | 2019. augusztus 24.  | Bronx Open, New York, Egyesült Államok | Kemény  | Monica Niculescu   | Darija Jurak María José Martínez Sánchez | 5–7, 6–2, [7–10]    |                     |

## WTA 125K döntői

### Páros

#### Elveszített döntői (1)
|    | Dátum              | Torna                                   | Borítás | Partner             | Ellenfél a döntőben              | Eredmény a döntőben | Eredmény a döntőben |
| 1. | 2015. november 15. | Open de Limoges, Limoges, Franciaország | Kemény  | Okszana Kalasnikova | Barbora Krejčíková Mandy Minella | 6–1, 5–7, [6–10]    |                     |

## ITF döntői

### Egyéni: 11 (9−2)
| Díjazás               |
| --------------------- |
| $100,000 torna        |
| $75,000 torna         |
| $50,000/$60,000 torna |
| $25,000 torna         |
| $15,000 torna         |
| $10,000 torna         |

| Eredmény | Dátum | Torna                | Borítás                                  | Ellenfél   | Eredmény                |               |
| -------- | ----- | -------------------- | ---------------------------------------- | ---------- | ----------------------- | ------------- |
| Győztes  | 1.    | 2012. március 25.    | Moszkva, Oroszország                     | Szőnyeg    | Ljudmila Kicsenok       | 6–0 feladta   |
| Győztes  | 2.    | 2012. május 5.       | Moszkva, Oroszország                     | Kemény (f) | Çağla Büyükakçay        | 6–3, 4–6, 6–1 |
| Győztes  | 3.    | 2012. május 14.      | Moszkva, Oroszország                     | Salak      | Daria Gavrilova         | 4–6, 6–4, 7–6 |
| Győztes  | 4.    | 2012. szeptember 21. | Joskar-Ola, Oroszország                  | Kemény     | Nagyija Kicsenok        | 7–5, 7–6      |
| Győztes  | 5.    | 2013. november 11.   | Minszk, Fehéroroszország                 | Kemény (f) | Anasztaszija Vasziljeva | 6–4, 6–4      |
| Győztes  | 6.    | 2014. november 2.    | Sarm es-Sejk, Egyiptom                   | Kemény     | Elica Kosztova          | 6–3, 6–0      |
| Győztes  | 7.    | 2015. február 1.     | Andrézieux-Bouthéon, Franciaország       | Kemény (f) | Elica Kosztova          | 6–4, 6–4      |
| Győztes  | 8.    | 2015. február 22.    | Moszkva, Oroszország                     | Kemény (f) | Karine Sarkisova        | 6–0, 6–4      |
| Győztes  | 9.    | 2015. április 5.     | Croissy-Beaubourg, Franciaország         | Kemény (f) | Mathilde Johansson      | 6–3, 6–4      |
| Döntős   | 1.    | 2015. május 10.      | Trnava, Szlovákia                        | Salak      | Danka Kovinić           | 5–7, 3–6      |
| Döntős   | 2.    | 2018. május 21.      | Les Franqueses del Valles, Spanyolország | Kemény     | Paula Badosa Gibert     | 4–6, 6–3, 2–6 |

### Páros: 13 (8−5)
| $100,000 torna |
| $75,000 torna  |
| $50,000 torna  |
| $25,000 torna  |
| $15,000 torna  |
| $10,000 torna  |

| Eredmény | Dátum | Torna                | Borítás                            | Partner     | Ellenfelek          | Eredmény                                           |                  |
| -------- | ----- | -------------------- | ---------------------------------- | ----------- | ------------------- | -------------------------------------------------- | ---------------- |
| Döntős   | 1.    | 2011. december 30.   | Tyumeny, Oroszország               | Kemény (f)  | Natyela Dzalamidze  | Darja Kusztava Olha Szavcsuk                       | 0–6, 2–6         |
| Győztes  | 1.    | 2012. január 28.     | Karst, Németország                 | Szőnyeg (f) | Anna Szmolina       | Alexandra Artamonova Marina Melnyikova             | 6–7, 6–2, [10–8] |
| Győztes  | 2.    | 2012. március 19.    | Moszkva, Oroszország               | Szőnyeg (f) | Anna Arina Marenko  | Valentyina Ivahnyenko Katerina Kozlova             | 3–6, 7–6, [10–6] |
| Győztes  | 3.    | 2012. szeptember 17. | Joskar-Ola, Oroszország            | Kemény (f)  | Veronyika Kapsaj    | Irina Burjacsok Valerija Szolovjova                | 6–4, 2–6, [11–9] |
| Döntős   | 2.    | 2013. január 21.     | Andrézieux-Bouthéon, Franciaország | Kemény (f)  | Olha Szavcsuk       | Amra Sadiković Ana Vrljić                          | 7–5, 5–7, [4–10] |
| Győztes  | 4.    | 2013. február 18.    | Moszkva, Oroszország               | Kemény (f)  | Polina Monova       | Marina Volodimirivna Zanevszka Valerija Szolovjova | 6–4, 2–6, [10–5] |
| Győztes  | 5.    | 2013. június 3.      | Karshi, Üzbegisztán                | Kemény      | Palina Pehava       | Veronyika Kapsaj Teodora Mirčić                    | 6–2, 6–1         |
| Döntős   | 3.    | 2013. szeptember 23. | Clermont-Ferrand, Franciaország    | Kemény      | Aljona Szotnyikova  | Michaëlla Krajicek Marta Domachowska               | 7–5, 4–6, [8–10] |
| Döntős   | 4.    | 2014. február 8.     | Grenoble, Franciaország            | Kemény (f)  | Katerina Kozlova    | Sofia Shapatava Anasztaszija Vasziljeva            | 1–6, 4–6         |
| Győztes  | 6.    | 2014. március 29.    | Croissy-Beaubourg, Franciaország   | Kemény (f)  | Ljudmila Kicsenok   | Kristina Barrois Eléni Danjilídu                   | 6–2, 6–4         |
| Döntős   | 5.    | 2014. május 5.       | Trnava, Szlovákia                  | Kemény      | Jevgenyija Rogyina  | Stephanie Vogt Cseng Szaj-szaj                     | 4–6, 2–6         |
| Győztes  | 7.    | 2014. július 26.     | Asztana, Kazahsztán                | Kemény      | Vitalija Gyjacsenko | Michaela Boev Anna-Lena Friedsam                   | 6–4, 6–1         |
| Győztes  | 8.    | 2015. május 9.       | Trnava, Szlovákia                  | Salak       | Julija Bejhelzimer  | Aleksandra Krunić Petra Martić                     | 6–3, 6–2         |

## Eredményei Grand Slam-tornákon

### Egyéniben
| Grand Slam | Australian Open | Australian Open  | Roland Garros | Roland Garros   | Wimbledon | Wimbledon        | US Open        | US Open          |
| Év         | Eredmény        | Utolsó ellenfél  | Eredmény      | Utolsó ellenfél | Eredmény  | Utolsó ellenfél  | Eredmény       | Utolsó ellenfél  |
| 2014       | –               | –                | –             | –               | –         | –                | Selejtező (Q1) | Selejtező (Q1)   |
| 2015       | –               | –                | 1. kör        | Ana Konjuh      | 1. kör    | Serena Williams  | Selejtező (Q1) | Selejtező (Q1)   |
| 2016       | 4. kör          | Serena Williams  | 1. kör        | Sloane Stephens | 1. kör    | Denisa Allertová | –              | –                |
| 2017       | –               | –                | –             | –               | –         | –                | –              | –                |
| 2018       | –               | –                | –             | –               | –         | –                | 1. kör         | Angelique Kerber |
| 2019       | 2. kör          | Elise Mertens    | 1. kör        | Anna Blinkova   | 2. kör    | Elina Szvitolina | 2. kör         | Konta Johanna    |
| 2020       | 1. kör          | María Szákari    | 1. kör        | Elise Mertens   | elmaradt  | elmaradt         | 2. kör         | Serena Williams  |
| 2021       | 1. kör          | Garbiñe Muguruza | 1. kör        | Ann Li          | –         | –                | –              | –                |
| 2022       | –               | –                | –             | –               | –         | –                | –              | –                |
| 2023       | –               | –                | –             | –               | 1. kör    | Kaja Juvan       | 1. kör         | Yuriko Miyazaki  |

### Párosban
| Grand Slam | Australian Open           | Australian Open                  | Roland Garros          | Roland Garros                       | Wimbledon                 | Wimbledon                        | US Open                    | US Open                    |
| Év         | Eredmény Partner          | Utolsó ellenfél                  | Eredmény Partner       | Utolsó ellenfél                     | Eredmény Partner          | Utolsó ellenfél                  | Eredmény Partner           | Utolsó ellenfél            |
| 2015       | –                         | –                                | –                      | –                                   | 2. kör Alekszandra Panova | Hszie Su-vej Flavia Pennetta     | 2. kör Alekszandra Panova  | Karin Knapp Roberta Vinci  |
| 2016       | 2. kör Alekszandra Panova | Andrea Hlaváčková Lucie Hradecká | Elődöntő Sz Kuznyecova | Caroline Garcia Kristina Mladenovic | 1. kör Monica Niculescu   | Alekszandra Panova Shelby Rogers | –                          | –                          |
| 2017       | –                         | –                                | –                      | –                                   | –                         | –                                | –                          | –                          |
| 2018       | –                         | –                                | –                      | –                                   | –                         | –                                | 2. kör Vitalija Gyjacsenko | Elise Mertens Demi Schuurs |
| 2019       | 2. kör Daria Gavrilova    | Raquel Atawo K Srebotnik         | –                      | –                                   | 1. kör Alekszandra Panova | Samantha Stosur Csang Suaj       | 1. kör Monica Niculescu    | V Azaranka Ashleigh Barty  |

## Év végi világranglista-helyezései
| Év     | 2011 | 2012 | 2013 | 2014 | 2015 | 2016 | 2017 | 2018 | 2019 | 2020 | 2021  | 2022 |
| Egyéni | 648. | 231. | 318. | 217. | 62.  | 119. | −    | 105. | 87.  | 125. | 164.  | −    |
| Páros  | 747. | 280. | 243. | 99.  | 75.  | 41.  | −    | 218. | 95.  | 255. | 1604. | −    |